# Papillon La Pâture
Papilio phorbanta
Espèce
Statut de conservation UICN

 VU B1+2ac : Vulnérable
Le Papillon La Pâture (Papilio phorbanta) est une espèce de lépidoptères de la famille des Papilionidae. Il est aujourd'hui endémique de l'île de La Réunion, où il fait l'objet d'une protection légale, et a aussi été observé aux Seychelles au XIXe siècle.

## Description

### Imago
L'imago du Papillon La Pâture est un grand papillon qui présente un fort dimorphisme sexuel. Le dessus du mâle est noir avec des taches bleu métallique, situées dans les aire médiane et apicale des ailes antérieures ainsi que dans une rangée submarginale et une large plage basale aux ailes postérieures. Le dessus de la femelle, plus discrète, est brun-noir avec une rangée de taches submarginales blanc crème, plus petites aux ailes antérieures qu"aux ailes postérieures. Chez les deux sexes, les ailes postérieures comportent une courte queue.

### Chenille
La chenille est de couleur bleu-noir à l'éclosion, puis devient verte avec de petites taches jaune vif. Elle est pourvue d'un osmaterium. 

## Biologie

### Plantes hôtes
La plante hôte d'origine de la chenille est la Liane patte poule piquante (Toddalia asiatica), mais elle consomme aussi divers Citrus cultivés.

### Parasitisme
Un fort pourcentage des chenilles (jusqu'à 80 %) sont parasitées et meurent à la fin de la phase larvaire.
Les œufs sont parasités par des hyménoptères, et les chenilles par des mouches, dont Carcelia evolans.

## Distribution et biotopes
Papilio phorbanta est endémique de l'île de La Réunion, dans l'océan indien.
L'espèce a aussi été trouvée aux îles Seychelles vers 1880 (var. nana Oberthür, 1879), mais elle ne semble plus y avoir été observée depuis cette époque. Elle y avait peut-être été accidentellement introduite depuis La Réunion avec des plants de Rutacées. 
À La Réunion, Papilio phorbanta réside dans la forêt primaire mais fréquente aussi les jardins.
Les chenilles peuvent être rencontrées de 300 m à 1 200 m sur Toddalia asiatica, et les adultes volent entre le niveau de la mer et une altitude de 1 400 m, voire parfois jusqu'à 2 000 m.

## Systématique

### Historique et sous-espèces
L'espèce Papilio phorbanta a été décrite par le naturaliste suédois Carl von Linné en 1771,.
La population éteinte des îles Seychelles a été décrite en 1879 en tant que var. nana Oberthür, 1879. Elle est généralement traitée comme une sous-espèce distincte (Papilio phorbanta nana), auquel cas la population réunionnaise constitue la sous-espèce nominale (Papilio phorbanta phorbanta).

### Classification
Papilio phorbanta est classé dans la famille des Papilionidae et la sous-famille des Papilioninae.
Au sein du genre Papilio, il est le représentant réunionnais d'un groupe d'espèces insulaires proches, chacune endémique d'une île du Sud-Ouest de l'océan indien, et toutes issues de la même lignée que l'espèce africaine Papilio nireus. Ce groupe est représenté à l'île Maurice par l'espèce ressemblante Papilio manlius.

## Menaces et protection
Le Papillon La Pâture s'est fortement raréfié, pour des raisons encore mal élucidées, auxquelles contribuent l'emploi abusif des insecticides sur les cultures de Citrus et dans les jardins ainsi que l'important taux de parasitisme des chenilles.
Il a été évalué en 1996 comme espèce vulnérable (VU B1 + 2ac) sur la liste rouge mondiale des espèces menacées, et il a le statut d'espèce en danger dans les premiers résultats publiés en 2010 de la liste rouge des espèces menacées à La Réunion. 
L'espèce est protégée par la loi française, régionalement depuis 1989 et au niveau national depuis 1993. Elle est inscrite à l'article 2 de l'arrêté du 19 novembre 2007 fixant la liste des insectes de la Réunion protégés sur l'ensemble du territoire et les modalités de leur protection. Cette protection concerne aussi la Salamide d'Augustine (Salamis augustina) et la Vanesse de l'obetie (Antanartia borbonica).